# سنتوشي ماتا
سنتوشي ماتا (بالإنجليزية: Santoshi Mata)‏، (بالسنسكريتية: संतोषी माँ)‏، هي إلهة هندوسية، يجري تبجيلها بوصفها "أم الشعور بالرضا".